# Marguerite de Villehardouin
Marguerite de Villehardouin (1266-février 1315) fut une prétendante à la principauté d'Achaïe au début du XIVe siècle.

## Famille
Elle était la seconde des deux filles du prince Guillaume II de Villehardouin et de sa femme Anne Ange Comnène. Peu après sa naissance, sa sœur aînée Isabelle fut fiancée au fils du roi de Naples Charles d'Anjou, qui devint l'héritier de la principauté.
Vers 1276, son père lui attribua en dot les deux tiers de la baronnie de Mategrifon/Akova, un fief important situé en Arcadie.
Elle se maria en 1294 avec Isnard de Sabran, un fils d'un important feudataire du royaume de Naples, Ermengaud de Sabran, comte d'Ariano. Ce dernier mourut cependant en 1297, laissant une fille, Isabelle.
En 1299, elle se remaria avec le comte de Céphalonie Richard Orsini, âgé de plus de 60 ans. Il occupait alors des fonctions importantes dans la direction de la principauté.
À la mort de Richard en 1304, elle entra en conflit avec le fils et héritier de son époux, Jean Ier Orsini, à propos de son héritage.
En 1304, elle revendiqua en vain auprès de son beau-frère Philippe de Savoie un cinquième de la principauté, auquel elle estimait avoir droit en tant qu'héritière de Guillaume de Villehardouin.
Après la mort de sa sœur aînée Isabelle en 1311, elle revendiqua à nouveau auprès du roi Robert de Naples la principauté ou au moins un cinquième de celle-ci, mais fut déboutée au profit de Philippe de Tarente puis de sa nièce Mahaut de Hainaut. Elle se tourna alors vers un fils cadet du roi de Majorque, Ferdinand, qui épousa sa fille Isabelle en février 1314.
Retournée dans le Péloponnèse quelques semaines plus tard, elle fut cependant capturée par des barons favorables au parti de sa nièce, le bailli Nicolas le Maure, Jean Orsini et l'évêque d'Oléna. Emprisonnée au château de Chlemoutsi, elle y mourut vers mars 1315.